# Врднік (монастир)

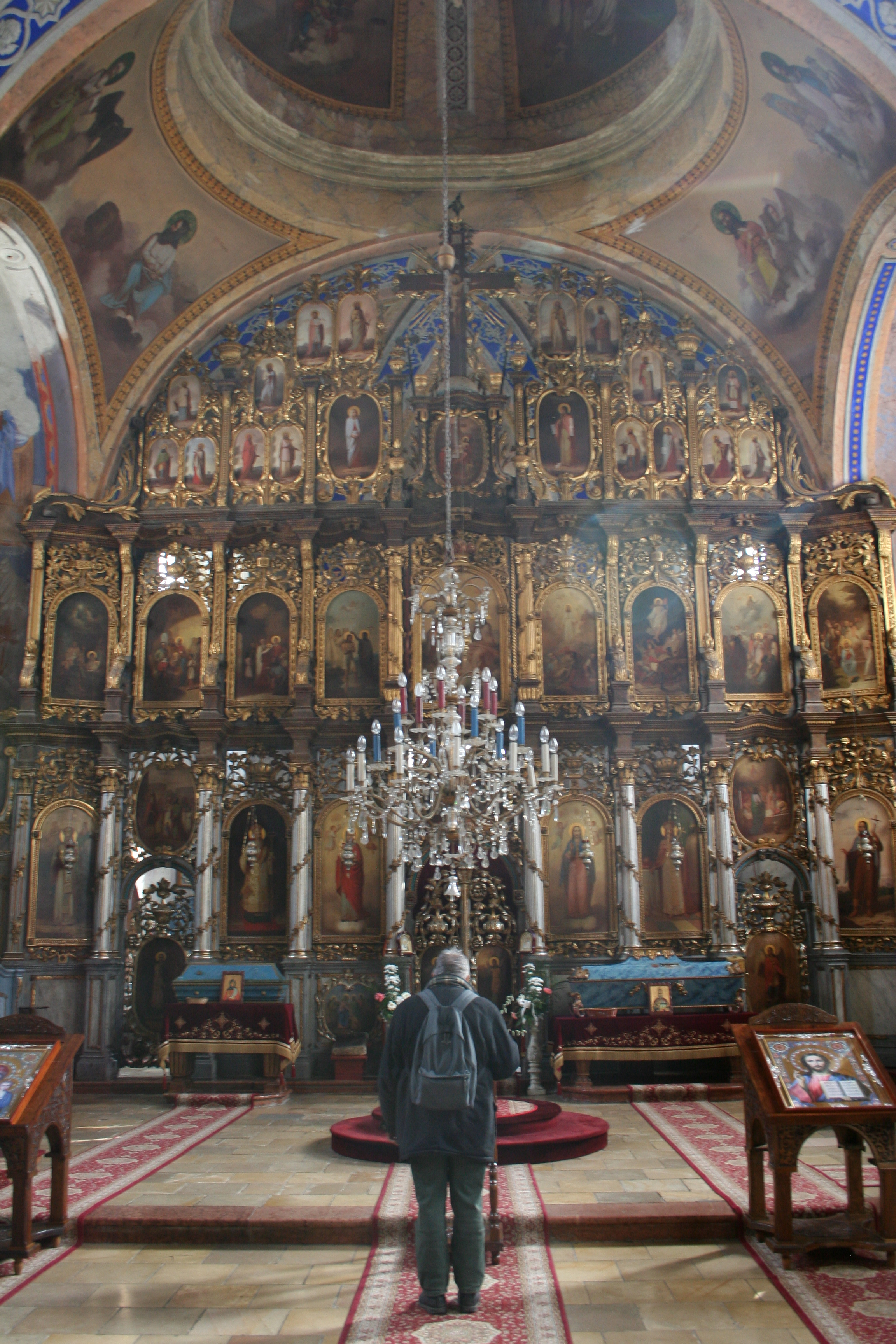
Іконостас храму Вознесіння

Монастир Мала (Сремська) Раваниця більш відомий як монастир Врднік (серб. Врдник) — жіночий (до 1990-х — чоловічий) монастир Сербської православної церкви, розташований на Фрушка-горі в Сербії. Одна з важливих пам'яток сербської середньовічної культури. Усипальниця останнього Сербського князя Лазаря Хребеляновича. Головний храм монастиря освячений на честь Вознесінню Господньому.

## Історія
Як і у більшості монастирів Фрушка-гори, минуле монастиря Раваниці у Врдніку залишається неясним. Заснований у кінці XV століття або початку XVI століття як чоловічий монастир на ім'я святого Івана Хрестителя. Вперше згадується в султанському фірмані 1566 року, яким монастир звільнявся від податків: монахи не змоги сплатити султанській владі 3 тысячи акче і залишили обитель. 
У середині XVII століття монастир перебував у запустінні, але після руйнування під час османсько-християнської війни 1683—1699 років турками-османами Раваниці Моравської у 1690 році частина монахів звідти покинула монастир перебралися в закинутий монастир на Фрушка-горі, куди перенесли і мощі Лазара Сербського. Відтоді як у Врдніку оселилися монахи з Раваниці він отримав другу назву Мала Раваниця або Раваниця Сремська. Монастир став важливим духовним центром Сербії. На той час монастир був бідний, але з часом, переважно завдяки тому, що у Врдніку зберігались мощі князя Лазаря, монастир відвідувало все більше паломників — зростали пожертви, обитель багатіла. Наприкінці XVII століття — 1710-х роках у Врдніку знаходилася кафедра митрополита Бачського Стефана (Метохійця).
У 1791—1811 роках біля старої церкви, яка була розібрана у 1813 році звели кам'яний храм на честь Вознесіння Господнього. Храм постраждав під час землетрусу 1893 року, але 1898 року був відбудований. У середині XVIII століття в монастирі був збудований великий братський корпус і трапезна, яка у 1776 році була розписана ченцем Амвросієм (Янковичем), який у семи сценах відтворив історію монастиря. Братський корпус і трапезна багато разів перебудовувалися і в даний час являють собою П-подібно сполучені між собою і замкнені воротами три крила, над якими височіє двоярусна барокова дзвіниця.
Крім часток мощей князя Лазаря, монастир володіє святинею з Гробу Господнього, часткою мощей Святого Теодора Тирона, Святої Великомучениці Анастасії. До Другої світової війни в монастирі була велика бібліотека і скрипторій. Серед книжок в монастирській бібліотеці зберігалися й унікальні богослужбові та церковні книжки, видані в Україні — Київські псалтирі, літургії, біблії, життя святих, апостоли, апостольські розмови, канони, духовні альфабети.
Під час Другої світової війни Фрушка-Гора увійшла до складу усташської Незалежної держави Хорватія. Усташі переслідували монастирських ченців, корпуси були перетворені на казарми, церква — на склад озброєння, майно розграбоване. Був втрачений і багатий архів документів 1690—1941 років. Частина монастирського краму була передана на зберігання до Загребського музею мистецтва. У списку експонатів, прийнятих на зберігання 10 вересня 1941 року комісією музею, значилося 83 предмети церковного знаряддя, сім портретів, цінності з ризниці і бібліотеки.
Після війни монастир був відновлений. У 1946 році після секуляризації церковних земель комуністичною владою Югославії, з 1420 гектарів, що належали монастирю у 1941 році, було залишено 15 га ріллі і 25 га лісових угідь. У 1970-1980-х роках монастир реставрували, 1978 року в братському корпусі для богослужінь в зимовий час була облаштована каплиця в пам'ять про спалення турками мощей Святителя Сави. У 1987—1994 роках проведена її консервація.
У 1990-ті роки монастир був перетворений у жіночий, його ігуменею стала черниця Анастасія. На початок 2000-х проживало близько 10 насельниць.

## Храм Вознесіння Господнього і мощі святого Лазаря Сербського

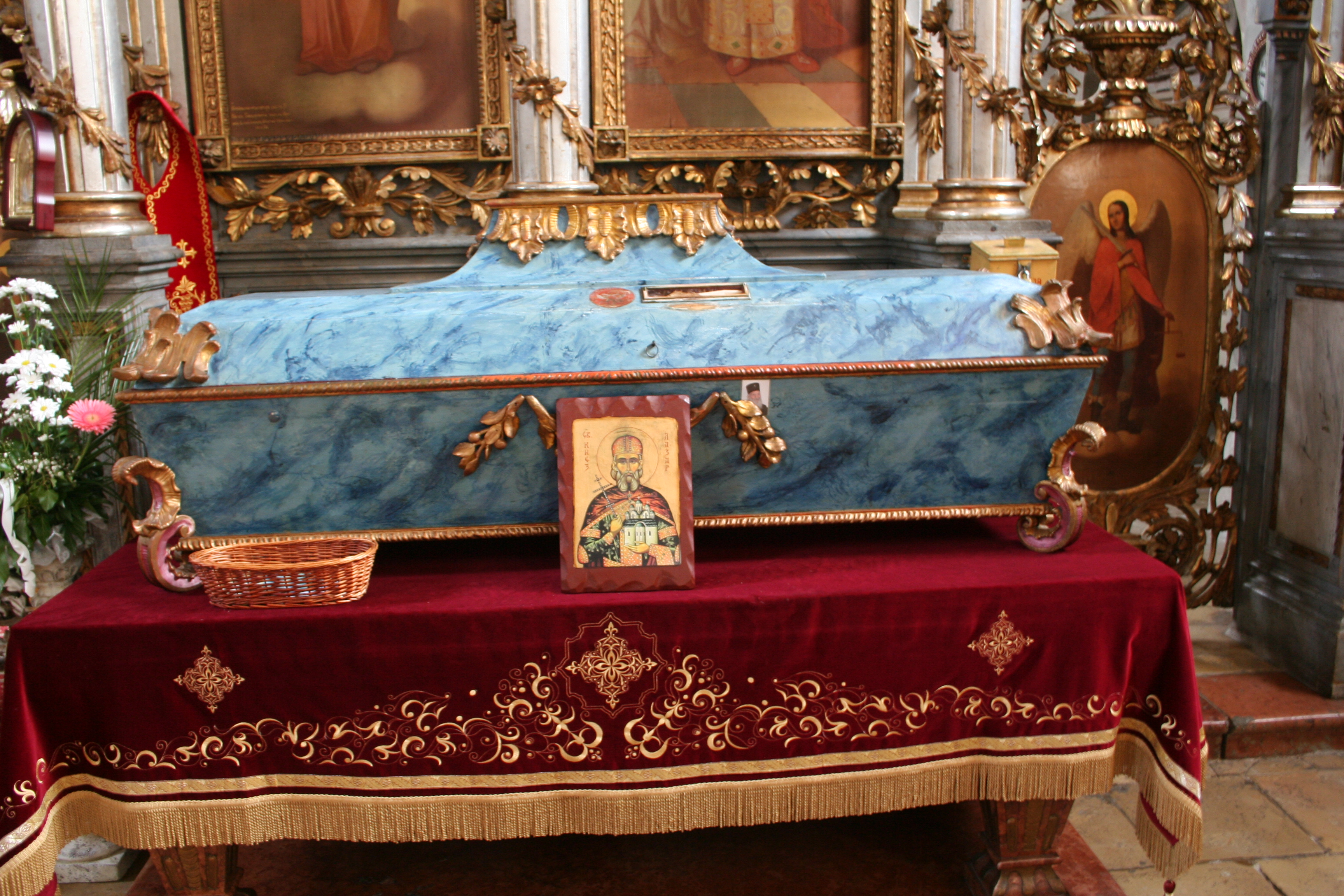
Саркофаг з мощами Святого лазаря Сербського

Храм Вознесіння Господнього збудований у 1801—1811 роках Корнелієм Сербом і Костою Зміяновичем. Храм однонефний, з напівкруглою апсидою, невеликим куполом і барочною дзвіницею. Іконостас храму Вознесіння Господнього у 1809—1814 роках вирізьблений карловацьким різьбярем Марком Вуятовичем і позолочений Петером Чертановичем. За своїм стилем іконостас являє перехід від бароко до класицизму. Найкрасивіші елементи — царські врата і богородичний чин. Склепіння розписані у 1851—1853 роках Димитрієм Аврамовичем.
Праворуч від вівтаря знаходиться кипарисова труна з мощами святого Лазаря Сербського. Цей саркофаг встановлений у 1826 році. Мощі князя Лазаря, перевезені у Врднік ченцями з Раваниці у 1690 році неодноразово переносились з монастиря в інші місця: у 1716 році через небезпеку бути захопленими турками їх деякий час тримали у Футозі, потім у 1848, побоюючись угорців ченці перенесли мощі до Кленака, але вони залишилися там лише три місяці, а потім повернулися до Врдніка. На початку Другої світової війни вони знову були перенесені з Врдніка, цього разу до Бешенівського монастиря, де вони знаходилися в період з 1941 до 1942 року, а згодом звідти вони були переправлені у Белград. 14 квітня 1942 року професор Богословського факультету протоієрей Радослав Груїч переніс мощі Лазаря в Белградський кафедральний собор. І лише під час святкування 600-річчя битви на Косовому полі у 1989 році вони були повернуті в Раваницю. Тим не менше, в монастирі є частка мощей (ключиця), яка експонується в скляній ємності, вбудованій в труну.

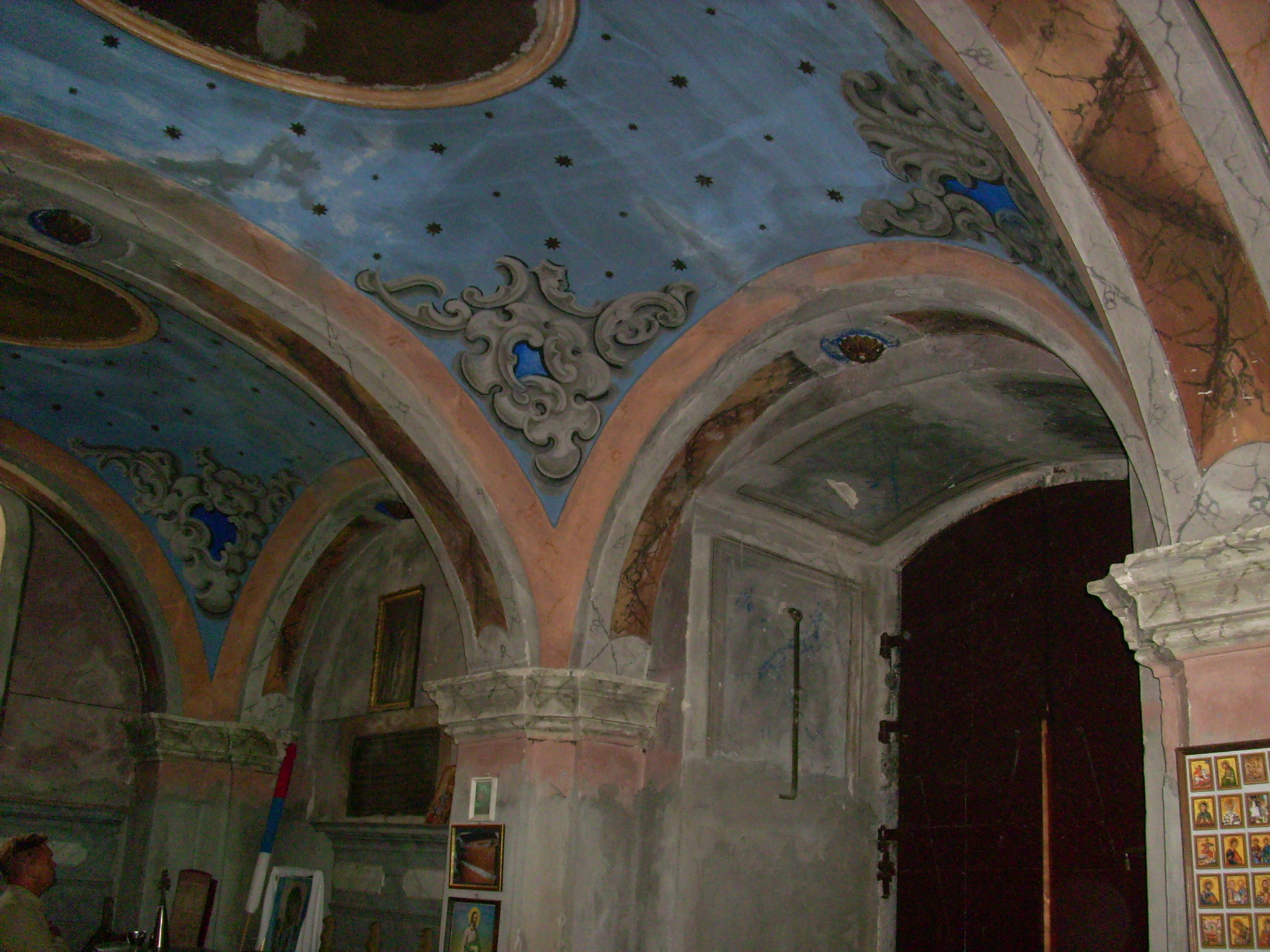
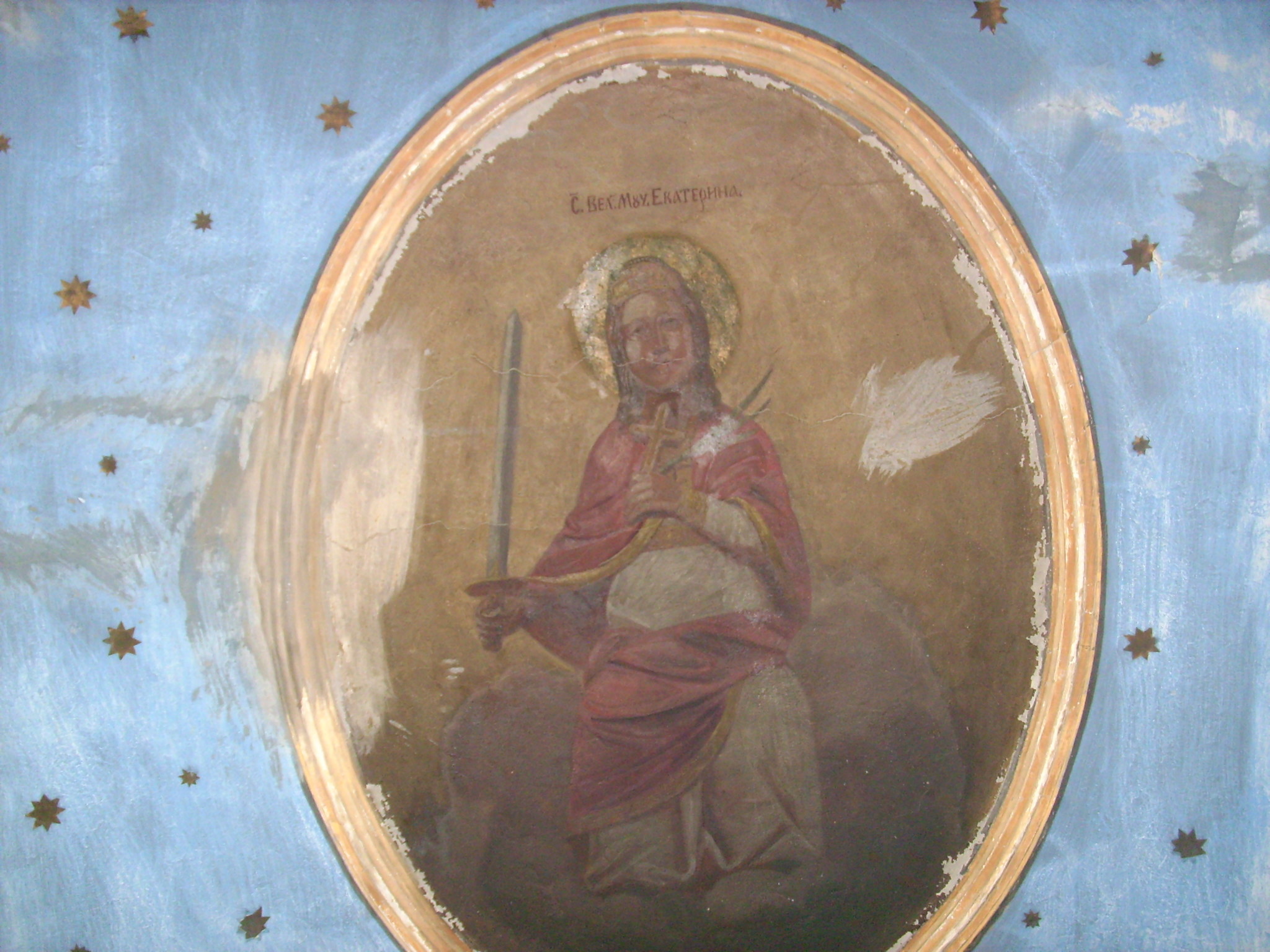
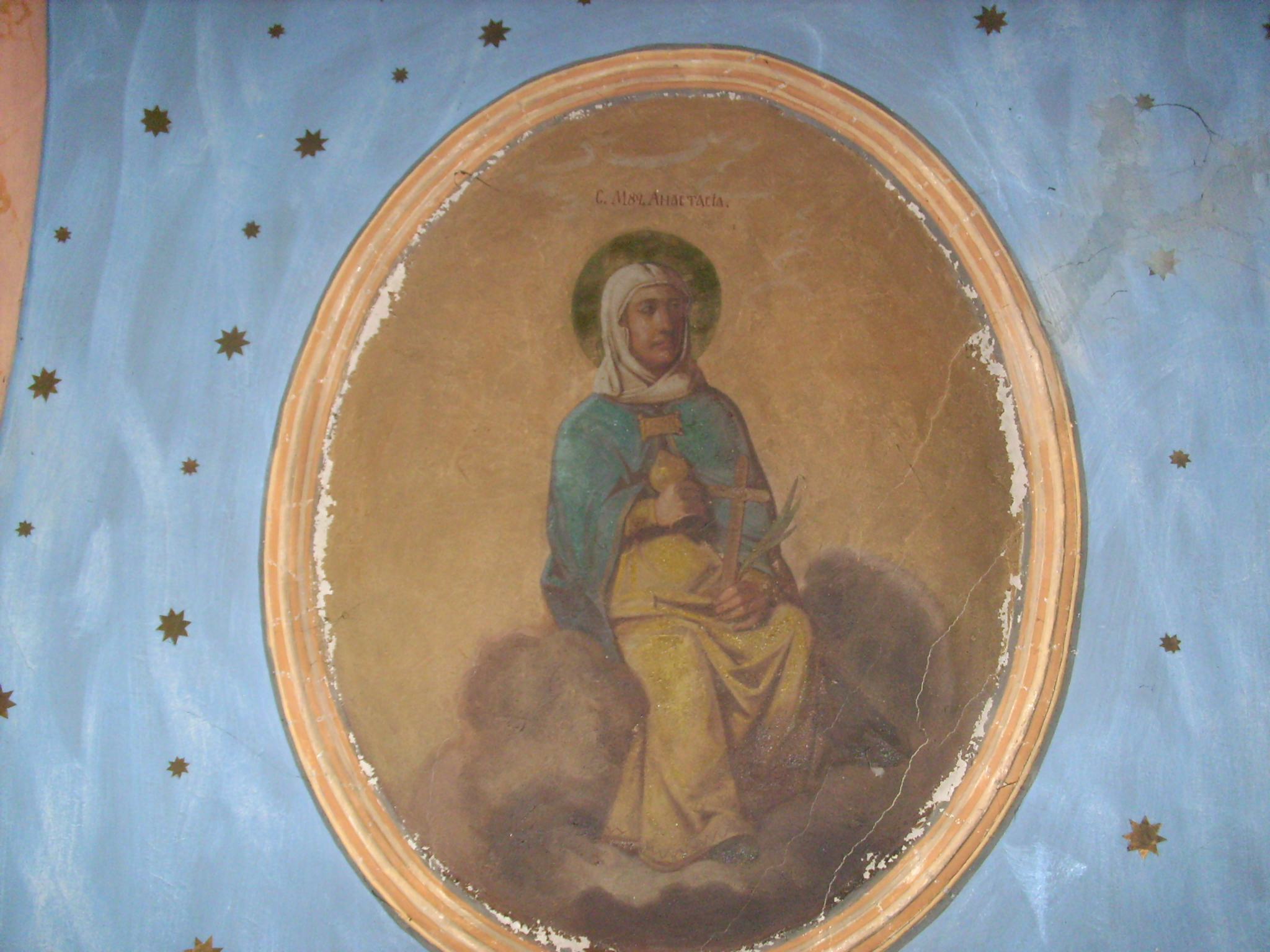
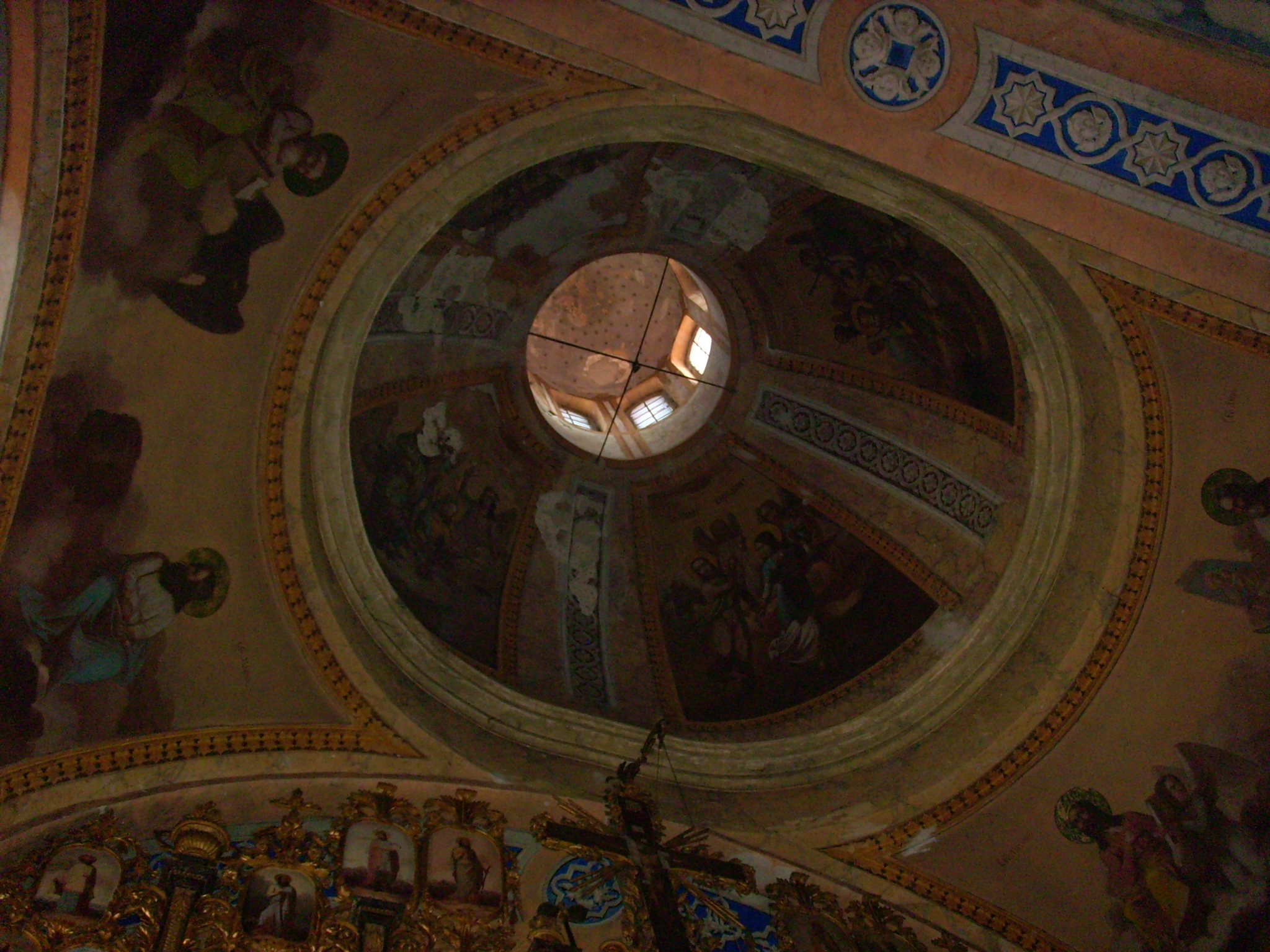